# Louis Delasiauve
Louis Jean François Delasiauve foi um psiquiatra francês, notável pelos seus estudos sobre a epilepsia.